# Cerro Chato
Cerro Chato è un comune dell'Uruguay, situato nel Dipartimento di Treinta y Tres.